# Nando Có
Fernando Manuel Có (Canchungo, Guinea-Bissau; 8 de octubre de 1973) conocido como Nando Có es un exfutbolista de Guinea-Bissau que jugaba de delantero.

## Carrera

### Clubes
| Club                | País       | Año       |
| ------------------- | ---------- | --------- |
| CD Arrifanense      | Portugal   | 1993–1996 |
| Vitória F.C.        | Portugal   | 1996–1997 |
| Racing de Santander | España     | 1997      |
| CD Numancia         | España     | 1998      |
| Vitória F.C.        | Portugal   | 1998–1999 |
| CD Toledo           | España     | 1999–2000 |
| Leça FC             | Portugal   | 2000–2001 |
| Odivelas FC         | Portugal   | 2001-03   |
| Sarawak FA          | Malasia    | 2004      |
| FC CeBra 01         | Luxemburgo | 2005–2007 |
| FC Sporting Mertzig | Luxemburgo | 2007–2009 |

### Selección nacional
Jugó para Guinea-Bissau de 1996 a 2001 donde jugó seis partidos y anotó nueve goles, cinco de ellos en la victoria por 7-2 ante Benín en la Copa Amílcar Cabral 2001. Actualmente es el goleador histórico de la selección nacional.